# Cryptocentrus pavoninoides
Cryptocentrus pavoninoides is een straalvinnige vissensoort uit de familie van grondels (Gobiidae). De wetenschappelijke naam van de soort is voor het eerst geldig gepubliceerd in 1849 door Bleeker.